# Hustle & Flow
Hustle & Flow is een Amerikaans misdaad-drama uit 2005 geregisseerd en geschreven door Craig Brewer. De titel won een Academy Award voor beste filmmuziek. Hoofdrolspeler Terrence Howard werd genomineerd voor zowel een Oscar als een Golden Globe. Hustle & Flow won daarnaast meer dan vijftien andere filmprijzen, waaronder een National Board of Review Award, een Satellite Award (beide voor Howard) en zowel de cinematografie- als de publieksprijs op het Sundance Film Festival.

## Verhaal
Pooier Djay (Howard) uit Memphis wil met behulp van zijn vrienden een succesvol rapper worden. Hij begint de 40 te naderen, dus het is voor hem een kwestie van nu of nooit meer. Niettemin staat de een na de ander klaar om zijn hoop en ambities de grond in te boren.

## Rolverdeling
- Terrence Howard - Djay
- Anthony Anderson - Key
- Taryn Manning - Nola
- Taraji P. Henson - Shug
- DJ Qualls - Shelby
- Ludacris - Skinny Black
- Paula Jai Parker - Lexus
- Elise Neal - Yevette